# Nacionalni centar za vodene sportove u Pekingu
Nacionalni centar za vodene sportove (北京國家游泳中心), jedan od sportskih objekata u kojem su se održale Olimpijske igre 2008. u Pekingu. Izgradnja je počela 24. prosinca 2003. godine. Ova građevina je poznata i pod imenom Vodena kocka ili skraćeno [H2O]3. Nalazi se u neposrednoj blizini Nacionalnog stadiona.
Kapacitet objekta je zbog Olimpijskih igara iznosio 17 000 sjedećih mjesta, a poslije je sveden na 6 000.